# Kaiserstuhl, Aargau
Kaiserstuhl là một đô thị ở huyện Zurzach, bang Aargau, Thụy Sĩ.

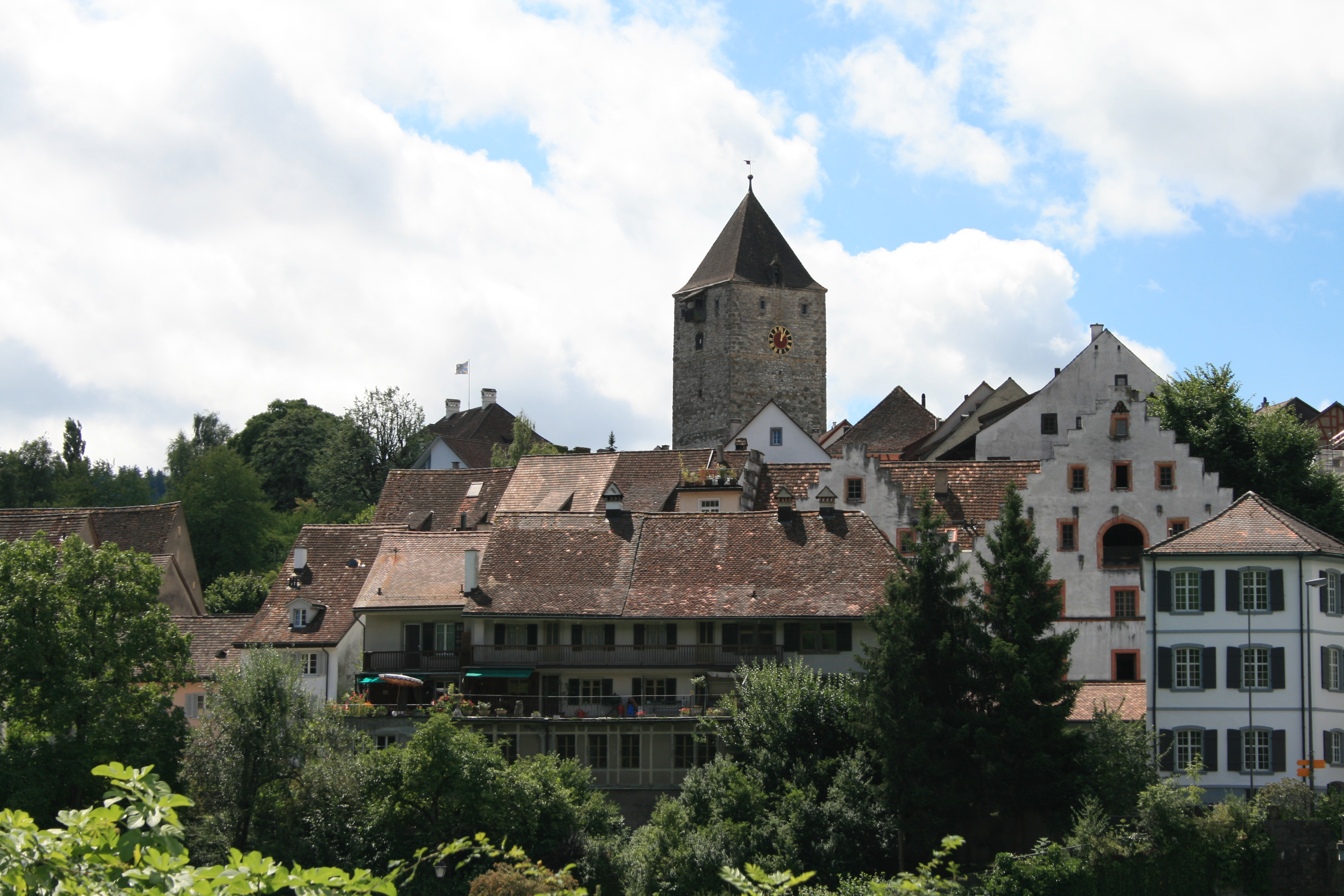
Kaiserstuhl

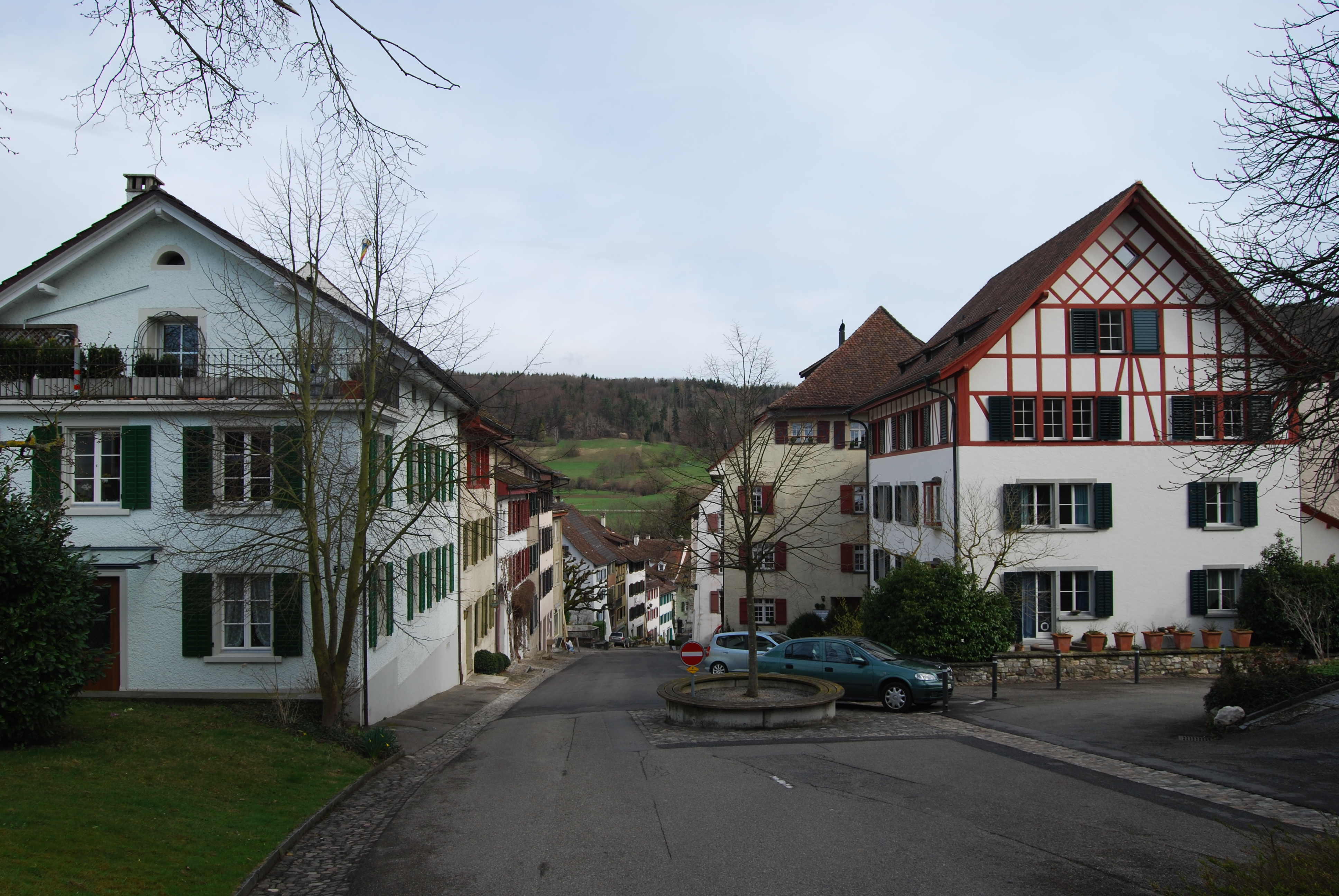
Kaiserstuhl